# Krzystkowice

Vormaliges Stadtwappen

Lage in der Woiwodschaft

Krzystkowice [kʃɨstkɔ'vʲiʦɛ] (deutsch Christianstadt/Bober) ist ein Stadtteil der Stadt Nowogród Bobrzański und gehört seit 1976 der Stadt- und Landgemeinde Nowogród Bobrzański an.
Christianstadt fiel 1945 infolge des Zweiten Weltkriegs an Polen und verlor die Stadtrechte. Von 1973 bis 1976 war es Verwaltungssitz der Gmina Krzystkowice im polnischen Teil der Niederlausitz auf dem Westufer des Bober.

## Geschichte

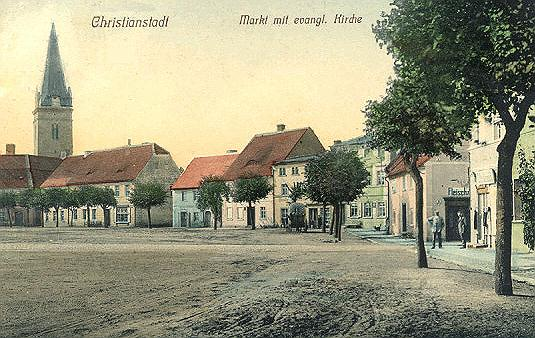
Ansicht um 1900

Entstanden ist der Ort aus dem gegenüber von Naumburg am Bober liegenden Dorf Neudorf. Am 25. November 1659 erteilte Herzog Christian von Sachsen-Merseburg, Markgraf der Niederlausitz dem Grafen Balthasar Erdmann I. von Promnitz, Herr der Standesherrschaft Sorau, die Genehmigung zur Aufnahme protestantischer Glaubensflüchtlinge aus Schlesien, vorwiegend aus den Fürstentümern Sagan und Glogau, sowie das Stadtrecht. Die nunmehr erweiterte Siedlung erhielt den Namen Christianstadt und wurde in Form eines CH angelegt. Der Graf von Promnitz ehrte durch diese Geste seinen Landesherrn. Am 14. Mai 1663 folgte dann das gräfliche Privileg der Stadt Christianstadt.
In der Folge des Wiener Kongresses 1815 gelangte die Stadt mit der Abtretung der Niederlausitz durch das Königreich Sachsen an Preußen. Zunächst war in der Stadt die Textilindustrie vorherrschend. Im 20. Jahrhundert erfolgte die Ansiedlung chemischer Industrie.

## KZ-Außenlager
Während des Zweiten Weltkrieges befand sich seit Juni 1944 westlich der Stadt am Schwedenwall im Forst Christianstadt ein Außenlager des Konzentrationslagers Groß-Rosen, das weibliche Arbeitskräfte für das Werk Christianstadt der Gesellschaft m. b. H. zur Verwertung chemischer Erzeugnisse (Tarnname „Ulme“) stellte. Es war in erster Linie – was die Produktionsmenge in Kriegszeiten anging – die größte Sprengstoff- und Munitionsfabrik des Dritten Reiches.
Bei der Errichtung wurden im Lager 500 Frauen aus dem KZ Auschwitz untergebracht. Durch weitere Transporte aus Siebenbürgen und dem Ghetto Litzmannstadt erhöhte sich die Anzahl auf 1031 Personen im September 1944. Ab Dezember 1944 betrug die Gefangenenzahl dann unter 900 Personen. Eine der Gefangenen war Ruth Klüger, die über diese Zeit in ihrer Autobiographie berichtete; Alice Licht, eine Freundin von Otto Weidt, war ebenfalls in diesem Lager.